# AS Athlétic Adjamé
Die Association Sportive Athlétic d'Adjamé, auch als AS Athlétic Adjamé bekannt, ist ein ivorischer Fußballverein in Adjamé, einem Stadtteil von Abidjan. Er spielt derzeit in der dritten Liga.
Der Verein hat einen Partnerschaftsvertrag mit dem BSC Young Boys aus der Schweiz unterzeichnet.

## Bekannte ehemalige Spieler
- Seydou Doumbia
- Ousmane Doumbia
- Thierry Doubaï
- Hassan Lingani
- Youssouf Traoré
- Pascal Doubaï